# Санчес, Жули
Жулья́ (Жули́) Са́нчес Со́то (кат. Julià Sánchez Soto; род. 20 июня 1978, Андорра-ла-Велья, Андорра) — андоррский футболист, нападающий. Выступал за национальную сборную Андорры на протяжении 23 лет.

## Биография

### Клубная карьера
С 1995 года по 1998 год выступал за клуб «Андорра», который выступал в низших лигах Испании. Затем играл за португальскую «Камашу». С 1999 по 2002 год вновь являлся игроком «Андорры». С 2002 года по 2003 год выступал за «Балагер» из одноимённого города. В 2003 году в третий раз вернулся в «Андорру». Спустя год стал вновь игроком «Балагера». В сезоне 2005/06 играл в составе «Бинефара» в четвертом по значимости дивизион Испании. Затем вновь выступал за «Андорру».
Летом 2008 году перешёл в «Санта-Колому». 15 июля 2008 года дебютировал в еврокубках в домашнем матче квалификации Лиги чемпионов против литовского «Каунаса» (1:4). В ответном матче Санчес не сыграл и по сумме двух матчей «Санта-Колома» уступила с общим счётом (2:7). В 2009 вместе с командой стал победителем Кубка Андорры, в финальном матче он забил гол в ворота «Лузитанса», в итоге встреча закончилась со счётом (6:1). В июле 2009 года провёл 1 матч в рамках квалификации Лиги Европы против швейцарского «Базеля» (3:0). Летом 2011 года также провёл 1 матч в квалификации Лиги чемпионов против «Ф91 Дюделанж» из Люксембурга.
Летом 2012 года перешёл в «Лузитанс». В сентябре 2013 года вместе с командой стал победителем Суперкубка Андорры, «Лузитанс» обыграл «Унио Эспортива Санта-Колома» со счётом (1:0). В 2013 году вернулся в «Андорру». Летом 2016 года стал игроком клуба «Унио Эспортива Санта-Колома».

### Карьера в сборной
13 ноября 1996 года национальная сборная Андорры проводила свой первый международный матч против Эстонии и Исидре Кодина вызвал Жули в стан команды. Товарищеская встреча закончилась поражением сборной карликового государства со счётом (1:6), Санчес вышел в стартовом составе, однако на 10 минуте его заменил Карлос Медина. В выездном матче квалификации чемпионата Европы 2000 против России (6:1), Санчес забил гол. В следующий раз он забил гол в победном товарищеском матче против Беларуси (2:0) в 2000 году.
В составе сборной Андорры провёл 73 матчей и забил 2 гола. Последнюю игру провёл 11 июня 2019 года против сборной Франции в рамках отборочного турнира чемпионата Европы 2020 года, после чего объявил об уходе из сборной. Таким образом, Санчес стал последним игроком самого первого состава сборной Андорры, завершившим выступления за сборную.

## Стиль игры
Санчес может сыграть на позиции флангового полузащитника или оттянутого нападающего. Его характеризуют как работоспособного и обладающего неплохим дриблингом, но он также несколько прямолинеен в своих действиях.

## Достижения
- Обладатель Кубка Андорры (1): 2009
- Обладатель Суперкубка Андорры (1): 2013